# Félix Regnault
Pour les articles homonymes, voir Regnault.
Ne doit pas être confondu avec Félix Régnault (1847-1908), préhistorien.
Félix-Louis Regnault, né le 17 juin 1863 à Rennes (Ille-et-Vilaine) et mort le 4 octobre 1938 dans le 15e arrondissement de Paris, est un médecin, anthropologue et préhistorien français.

## Biographie
Félix Regnault fait ses études au lycée Thiers de Marseille, puis est devenu médecin à l'Hôtel-Dieu de Marseille.
Il a été membre correspondant à Toulouse (1899-1908) du Comité des travaux historiques et scientifiques, président de la Société d'anthropologie de Paris et président de la Société préhistorique française (1928). À ce titre, il a porté plainte pour escroquerie dans le cadre de l'affaire de Glozel.
À partir de 1895, il expérimente la chronophotographie dans le cadre de ses recherches ethnographiques, en produisant une série de films. Il fut donc le pionnier du cinéma ethnographique.

### Sources
- [Desoille 1938] H. Desoille, « Félix Regnault, notice nécrologique », Bulletins et Mémoires de la Société d'anthropologie de Paris, t. 9, VIIIe série, nos 4-6,‎ 1938, p. 120 (lire en ligne [sur persee]).